# Струга (приток Верещицы)
Струга (укр. Струга) — река во Львовском районе Львовской области, Украина. Правый приток реки Верещица (бассейн Днестра).
Длина реки 16 км, площадь бассейна 37,2 км². Река имеет равнинный характер. Русло слабоизвилистое, местами канализированное, дно в основном илистое. Пойма в среднем течении местами заболочена, поросшая луговой растительностью.
Истоки расположены юго-западнее села Градовка, на восточных склонах Главного европейского водораздела. Течёт сначала (около 2 км) на юг и частично на юго-восток, далее — на восток и частично на юго-восток. Протекает у северных окраин города Комарно. Впадает в Верещицу северо-западнее села Клецко.